# This Is the Thing
This Is the Thing – singel brytyjskiego muzyka i wokalisty Finka promujący album Distance and Time, wydany 13 sierpnia 2007 roku nakładem wytwórni płytowej Ninja Tune. Utwór napisali Blair MacKichan, Guy Whittaker, Tim Thornton oraz sam wokalista.
Za projekt okładki singla odpowiedzialna była Kate O’Connor. 
Do utworu nakręcono teledysk, który wyreżyserował Keith McCarthy.
Utwór notowany był na 18. miejscu brytyjskiego zestawienia muzycznego UK Indie Breakers Chart.

## Listy utworów i formaty singla
| CD single 1. „Blueberry Pancakes” – 4:22 2. „This Is the Thing” (radio edit) – 3:40 3. „Make It Good” (radio edit) – 2:56 4. „This Is the Thing” (album version) – 4:33 5. „Make It Good” (album version) – 3:37 6. „This Is the Thing” (acoustic demo) – 4:34 |  | Promo, digital download 1. „Trouble’s What You’re In” – 4:27 2. „This Is the Thing” (radio edit) – 3:40 3. „Make It Good” (radio edit) – 2:56 4. „This Is the Thing” (album version) – 4:33 5. „Make It Good” (album version) – 3:37 6. „This Is the Thing” (acoustic demo) – 4:34 |